# José Luiz Anchite

José Luiz Anchite (Barra do Piraí, 5 de fevereiro de 1945 - Volta Redonda 27 de julho  de 2018) foi um político brasileiro, filiado ao Progressistas (PP).

## Biografia
Foi prefeito do município de Barra do Piraí por dois mandatos:
- 1 de janeiro de 2005 a 31 de dezembro de 2008, eleito pelo Partido Verde (PV)
- 1 de janeiro de 2009 a 31 de dezembro de 2012, já pelo PP

Elegeu-se deputado estadual no Rio de Janeiro em 2014, para o mandato 2015–2019. Um mês após a posse, assumiu secretaria no governo Pezão, licenciando-se do mandato.
No dia 20 de fevereiro de 2017, votou a favor da privatização da CEDAE. Em 17 de novembro de 2017, se ausentou da votação pela revogação da prisão dos deputados Jorge Picciani, Paulo Melo e Edson Albertassi, denunciados na Operação Cadeia Velha, acusados de integrar esquema criminoso que contava com a participação de agentes públicos dos poderes Executivo e do Legislativo, inclusive do Tribunal de Contas, e de grandes empresários da construção civil e do setor de transporte.